# FC Zug 94
Zug 94 ist ein Fussballverein aus der Stadt Zug. Der Verein entstand 1994 aus der Fusion zwischen dem FC Zug und dem SC Zug und spielt in der 2. Liga interregional, der fünfthöchsten Schweizer Liga.

## Stadion und Sportanlagen
Das 1979 errichtete Stadion Hertiallmend hat einen Naturrasenplatz und bietet insgesamt 4900 Personen Platz (2400 Sitz- und 2500 Stehplätze). Insgesamt gibt es sieben Spielfelder (davon zwei moderne Kunstrasenplätze) auf den Anlagen Hertiallmend, Herti-Nord und Riedmatt (Spielfeld 1994 erstellt).
In der Saison 2007/08 trug der SC Cham seine Challenge-League-Heimspiele im Stadion Hertiallmend aus.

## Geschichte
Der Fussballverein Zug 94 entstand 1994 aus der Fusion von FC Zug und SC Zug. Er ist heute der grösste Fussballverein im Kanton Zug.
Der SC Zug, gegründet am 19. April 1915 als FC Excelsior, spielte in den Saisons von 1939/40 bis 1952/53 in der zweithöchsten Schweizer Liga, danach in unteren Ligen. 1975/76 verpasste der Klub durch eine 0:2-Niederlage gegen den SC Kriens den Wiederaufstieg in die NLB. Dieser glückte in der Saison 1982/83. 1983 schloss der Club überraschenderweise unter Trainer Ottmar Hitzfeld mit dem NLB-Titel ab und spielte für eine Saison (1984/85) in der NLA. Der 15. Platz unter 16 Mannschaften bedeutete jedoch den sofortigen Wiederabstieg. Die Mannschaft blieb bis zum Abstieg 1991/92 in der zweithöchsten Spielklasse. In der Saison 2010/11 musste Zug 94 erstmals den Abstieg in die 2. Liga interregional hinnehmen.
Der FC Zug, gegründet am 17. Juli 1923, hat kein gleichwertiges Palmarès. Er spielte aber immerhin in den Saisons 1985/86 und 1989/90 in der NLB.

## Bekannte Spieler und Trainer
- Ottmar Hitzfeld (Trainer SC Zug, 1983–1984)
- Johan Neeskens (Trainer FC Zug, 1990–1993)
- Patrick Bühlmann (Trainer Zug 94, ab Saison 2007/2008)
- Martin Andermatt (Trainer Zug 94 2014–2015)
- Daniel Gygax (Spieler Zug 94 2016–2017)
- Veroljub Salatić (Junior bei Zug 94)
- Andreas Hilfiker (Zug 94, 2004–2005)
- Lucio Esposito (Zug 94, 2000–2002)
- Jan Berger (FC Zug, 1990–1991)
- Lars Lunde (FC Zug, 1989–1990)
- Marco Grassi (SC Zug, 1987–1989)
- Patrick Schnarwiler (FC Zug, 1990–1993)
- Rolf Fringer (SC Zug, 1983–1985)
- Elmar Landolt (Spieler SC Zug 1987/1988)